# Agata Tarczyńska
Agata Tarczyńska (ur. 27 czerwca 1988) – polska piłkarka.

## Kariera
Karierę piłkarską rozpoczęła w drużynach chłopców w KS Lechia Piechowice. Następnie zawodniczka AZS Wrocław, z którym trzykrotnie wywalczyła mistrzostwo Polski (2002, 2003, 2004) i dwa razy Puchar Polski (2003, 2004). W sezonie 2004/2005 występowała w niemieckim FC Saarbrücken. W 2005 roku wróciła do Polski i zasiliła szeregi Medyka Konin. W ciągu trzech sezonów gry z wielkopolskim klubem zdobyła dwa razy Puchar Polski (2006, 2008). W latach 2008–2011 ponownie zawodniczka AZS Wrocław, z którym zdobyła Puchar Polski (2009). Od lipca 2011 do grudnia 2012 roku występowała w RTP Unii Racibórz. W Raciborzu dwukrotnie zdobyła mistrzostwo (w sezonie 2012/2013 grając tylko jesienią) i raz Puchar Polski. W przerwie zimowej sezonu 2012/2013 ponownie wyjechała do Niemiec, gdzie najpierw brała udział w rozgrywkach 2. Frauen Bundesligi. Kolejno w SV Bardenbach i Blau-Weiß Hohen Neuendorf. W rundzie wiosennej sezonu 2013/2014 występowała we Frauen Bundeslidze w zespole MSV Duisburg, gdzie rozegrała 12 spotkań i zdobyła 1 bramkę. Od sierpnia 2014 ponownie grała w polskiej Ekstralidze Kobiet, w barwach Zagłębia Lubin. W sezonie 2014/2015 z 41 zdobytymi bramkami zdobyła tytuł królowej strzelczyń Ekstraligi. W sezonie 2015/2016 grała w barwach Medyka Konin. Od początku sezonu 2016/17 do lutego 2018 była zawodniczką VFL Wolfsburg. 12 czerwca 2020 roku związała się rocznym kontraktem z Werderem Brema. Tarczyńska w zestawieniu przygotowany przez portal soccerdonna.de została wyceniona na 20.000 euro.
Była reprezentantką Polski U-16, U-17, U-19. Z drużyną U-19 brała udział w finałach Mistrzostw Europy U-19 w Islandii w 2007 roku. Obecnie gra w seniorskiej reprezentacji Polski.

## Sukcesy
7x Puchar Polski (2003, 2004, 2006, 2008, 2009, 2012, 2016)

6x Mistrzostwo Polski (2002, 2003, 2004, 2012, 2013, 2016)

1x Królowa strzelczyń Ekstraligi (2015)